# Gronorosty
Gronorosty (morzypła, sargasy; Sargassum) – rodzaj glonów z gromady brunatnic posiadających pęcherze pławne umożliwiające im unoszenie w wodzie (pleuston, megaplankton). Występują w ciepłych morzach.
Porastają głównie podwodne skały u wybrzeży ciepłych mórz, szczególnie na półkuli południowej. Silnie rozgałęzione plechy osiągają ponad metr długości; występują na nich pęcherze pławne. Owocniki groniaste. W zachodniej części północnego Atlantyku przedstawiciele Sargassum zajmują ogromne przestrzenie (Morze Sargassowe). Są to głównie Sargassum natans i Sargassum fluitans, które rozmnażają się wegetatywnie (przez fragmentację plech). Swobodnie unosząc się w przypowierzchniowych warstwach wody utrudniają żeglugę. Ich masę szacuje się na kilka ton na milę kwadratową.